# Лапчинский, Георгий Ильич
Георгий Ильич Лапчи́нский (1920—2000) — советский, российский музыковед, музыкальный педагог, Заслуженный деятель искусств РСФСР (1988).

## Биография
Окончил музыкальную школу. В 1938—1941 годах учился в Витебском музыкальном училище (класс фортепиано).
Участник Великой Отечественной войны. Воевал на Западном и втором Белорусском фронтах — стрелок, механик, водитель танков. В результате тяжёлого ранения и ампутации ноги был демобилизован из действующей армии.
После окончания в 1955 году по классу истории музыки (профессор М. Друскин) и аспирантуры (профессор Ю. Келдыш) Ленинградской государственной консерватории направлен в Петрозаводск. В 1955—1957 годах — руководитель Карельской государственной филармонии.
В 1957—1967 годах — инспектор Министерства культуры Карельской АССР, преподаватель курса музыкальной литературы и гармонии Петрозаводского музыкального училища. В 1961—1967 годах — ответственный секретарь союза композиторов Карельской АССР.
В 1967—1971 годах — организатор и первый директор Петрозаводского филиала Ленинградской государственной консерватории.
В 1978—1998 годах — проректор Воронежского института искусств. В 1984—1988 годах — председатель Воронежского отделения Союза композиторов.
С 1998 года проживал в Петрозаводске.